# Борисенко, Николай Павлович
Николай Павлович Борисенко (1927—2004) — советский и российский учёный-экономист и педагог, доктор экономических наук, профессор. Заслуженный деятель науки Российской Федерации (1998). 

## Биография
Родился 5 июня 1927 года в городе Сальске Ростовской области в рабочей семье.
С 1941 года после окончания восьми классов Сальской средней школы  начал свою трудовую деятельность — учеником электромонтёра в Сальском почтовом отделении. С 1942 по 1943 годы работал слесарем-автоматчиком на станции
Сальск Северо-Кавказской железной дороги. С 1943 по 1944 годы Н. П. Борисенко работал шофёром в квартирно-эксплуатационной части Сальского аэродромного обслуживания. С 1944 по  1945 годы работал шофёром Сальского автомобильного отряда «Союззаготтранс».
С 1945 года призван в ряды РККА, участник Великой Отечественной и Советско-японской войн в составе 202-го отдельного истребительно-противотанкового дивизиона 124-й стрелковой дивизии 39-й армии,  воевал боях против гитлеровских войск на завершающем этапе на территории Германии и на Забайкальском фронте против японской армии на территории Маньчжурии — красноармеец, занимал должности: шофёра и заместителя командира батареи самоходных артиллерийских установок, был тяжело ранен с получением инвалидности. В 1946 году был демобилизован из рядов Советской армии по
ранению в звании гвардии лейтенанта. За участие в войне и проявленном при этом героизме 30 августа 1945 года был награждён Медалью «За отвагу».
С 1946 по 1949 годы обучался в Сальском техникуме механизации сельского хозяйства, после окончания которого получил специальность — техник-механик.
С 1949 по 1950 годы работал — старшим механиком Мясниковской машино-тракторной станции, с 1950 по 1952 годы избирался — первым секретарём Мясниковского РК ВЛКСМ. С 1952 по 1958 годы работал на различных должностях — старший инженер и начальник Управления МТС юга Ростовского областного сельскохозяйственного управления, главный инженер Управления МТС и совхозов востока Ростовской области, был участником освоения целинных земель в Ростовской области.
С 1951 по 1957 годы обучался на заочном отделении филологического факультета Ростовского государственного университета. С 1957 по 1961 годы учился в аспирантуре — аспирант кафедры экономики сельского хозяйства РГУ. С 1958 по 1980 годы — научный сотрудник и директор Северо-Кавказского филиала, с 1980 по 1994 годы — заместитель директора ВНИИЭСХ. С 1994 по 2004 годы — директор и ведущий научный сотрудник Научно-исследовательского института региональной и муниципальной экономики. Н. П. Борисенко занимался и педагогической деятельностью, был профессором кафедры макроэкономического и регионального планирования, бухгалтерского учета в отраслях АПК Ростовского государственного экономического университета. Н. Б. Борисенко автор многочисленных работ в области экономики в сельском хозяйстве.
В 1963 году защитил диссертацию на соискание учёной степени кандидата экономических наук, в 1973 году —  доктора экономических наук. В 1964 году Борисенко было присвоено учёное звание старший научный сотрудник, в 1974 году — профессор.
В 1998 году Николай Борисенко был удостоен почётного звания — Заслуженный деятель науки Российской Федерации.
Умер 13 октября 2004 года в Ростове-на-Дону.

## Награды
Основной источник:
- Орден Отечественной войны I степени (6.11.1985[6])
- Два Ордена Знак Почёта (1974, 1978)
- Медаль «За отвагу» (30.08.1945[3])
- Медаль «За трудовое отличие» (1957, 1966)
- Медаль «За победу над Германией в Великой Отечественной войне 1941—1945 гг.»
- Медаль «За  победу  над  Японией»
- Медаль «За освоение целинных земель» (1957)
- Золотая медаль ВДНХ (1978 — «за достигнутые успехи в развитии народного хозяйства СССР»)

### Звание
- Заслуженный деятель науки Российской Федерации (1998[5])